# Mwansekwa
Mwansekwa (auch Mwasenkwa oder Mwansenkwa) ist ein Verwaltungsbezirk (Ward) des Distrikts Mbeya (CC) in der tansanischen Region Mbeya.

## Geografie
Mwansekwa ist ein Bezirk im Nordosten der Regionshauptstadt Mbeya. Er liegt entlang der Nationalstraße T8 an der Stadtgrenze. Die Fläche des Stadtteils beträgt 10,2 Quadratkilometer und bei der Volkszählung 2022 lebten hier 2480 Menschen in 702 Haushalten.

## Gliederung
Der Bezirk besteht aus vier Stadtteilen (Mtaa):
- Luwala
- Mengo
- Mwanzumbo
- Ilembo

## Wirtschaft und Infrastruktur
- Bildung: Die Ihango Secondary School und die Mwansekwa Secondary School sind öffentliche Tagesschulen, die Schüler bis zur 4. Stufe ausbilden.[6][7]
- Gesundheit: Im Bezirk liegt die öffentliche Apotheke Hospitali ya Mwasenkwa.[8]